# Mort per tortura
Mort per tortura és una mort precedida per la tortura de la víctima. En moltes lleis hom la classifica com d'«excepcional brutalitat i crueltat», als Estats Units hom la classifica com a assassinat en primer grau, sovint és fàcil de tractar com el pitjor crim de classe en la història, perquè el seu mètode és cruel.
Altres lleis com les d'Itàlia i Alemanya presenten posicions similars. Veure regulació d'assassinat per País.

## Llista d'assassins torturadors i víctimes
Aquesta llista inclou una llista d'alguns coneguts victimaris i assassins, la data indica quan va succeir el crim.

### Assassins torturadors
- Emperadriu Lü Zhi (Xina, 202 aC a 180 aC)
- Gilles de Rais (França, 1435 a 1440)
- Vlad III l'Empalador (Principat de Valàquia, 1448; 1456 - 1462; 1476)
- Elizabeth Báthory (Regne d'Hongria, 1602 a 1610)
- Delphine LaLaurie (Nova Orleans, 1787 a 1849)
- H. H. Holmes (Chicago, 1893 a 1895)
- Albert Fish (Nova York, 1910 a 1936)
- Ilse Koch (Auschwitz, Tercer Reich, 1940 to 1945)
- Hisao Tani (Nanjing, República de la Xina (1912–1949), 1938 to 1945)
- David Parker Ray (Estats Units, anys 1950 a 1999)
- Richard Kuklinski (Estats Units, anys 1960 a 1980)
- Ian Brady i Myra Hindley ( Assasinats de Moors ) (Anglaterra, 1963 a 1965)
- Gertrude Baniszewski (Indiana, EUA, 1965)
- Dean Corll (Houston, 1970 a 1973)
- Kaing Guek Eav (Tuol Sleng, Cambodja,1975 a 1979)
- Randy Steven Kraft (Califòrnia, anys 1970 a principis dels 1980)
- John Wayne Gacy (Chicago, 1972 a 1978)
- Rosemary i Fred West (Anglaterra, 1973 a 1979)
- Robert Berdella (Kansas City, Missouri, 1984 a 1987)
- Dennis Rader (Wichita, Kansas, 1974 a 1991)
- Hamilda Djandoubi (França, 1974)
- Paul Luckman i Robin Reid (Austràlia, 1982)
- Theresa Knorr (Califòrnia, 1982 a 1983)
- «Er Canaro» Pietro De Negri (Itàlia, 1988)
- Hissène Habré (Txad,1978 a 1990)
- Dennis Rader (Wichita (Kansas) 1974 a 1991)
- Phillip Carl Jablonski (Califòrnia 1978 a 1991)
- Karla Homolka i Paul Bernardo (Canadà, 1990 a 1992)
- Melinda Loveless, Laurie Tackett, Hope Rippey, i Toni Lawrence (Indiana, EUA, 1992)
- Georges Rutaganda, Ruanda, 1994)
- Christa Pike (Estats Units, 1995)
- Junko Ogata i Futoshi Matsunaga (Japó, 1996 a 1998)
- John Bunting i Robert Wagner ( Snowtown Murders ) (Austràlia, anys 1990)
- Luis Alfredo Garavito Cubillos, (Colòmbia 1992 a 1999
- Yang Xinhai (2000 a 2003)
- Huang Yong (2001 a 2003)
- Maníacs de Dnepropetrovsk  (Ucraïna, 2007)
- Peter Scully  (2011 a 2015 Austràlia)

### Víctimes d'assassins torturadors
- Consort Qi (Dinastia Han 196 a.C)
- Vlad Țepeș (principat de Valaquia 1444 a 1476)
- Sambhaji (Tulapur, 1689)
- Linxament de Jesse Washington, (Waco (Texas), 1916)
- Aurore Gagnon (Quebec, 1920)
- Emmett Till (Mississipi, 1955)
- William «Action» Jackson (Chicago, 1961)
- Sylvia Likens (Indianapolis, 1965)
- Rubens Paiva (Brasil, 1971)
- Enrique Camarena (Mèxic, 1985)
- Junko Furuta (Tòquio, 1989)
- Samuel Doe, (Monròvia, 1990)
- Shand Sharer (Madison (Indiana), 1992)
- Suzanne Capper (Manchester, 1992)
- Mohammad Najibullah (Kabul, Afganistan 1996)
- James Byrd, Jr. (Texas, 1998)
- Matthew Shepard (Wyoming, 1998)
- Saurabh Kalia (Kargil, 1999)
- Jesse Dirkhising (Rogers, Arkansas, 1999)
- Fan Man-yee (Hong Kong, 1999)
- Kriss Donald (Glasgow, 2004)
- Christopher Newsom i Channon Gail Christian (Knoxville, Tennessee, 2007)
- Necati Aydin, Ugur Yuksel, i Tilmann Geske (Malatya, Turquia, 2007)
- Jennifer Daugherty (Greensburg, Pennsylvania, 2010)
- Hamza Ali Al-Khateeb (Daraa, Síria, 2011)
- Muammar el Gaddafi (Sirte, Líbia, 2011)
- Assasinat de Giulio Regeni (Egipte, 2016)
- Richard Huckle (Full Sutton, Regne Unit, 2019)